# يوسف النتشة
يوسف النتشة (1953 -) هو مؤرخ فلسطيني، مدير مركز دراسات القدس- جامعة القدس، له العديد من المؤلفات العلمية في مجال الآثار الإسلامية خاصة تراث القدس المعماري.

## حياته ونشأته
الدكتور يوسف سعيد النتشة، مواليد - القدس عام 1953م ، حصل على شهادة الثانوية عام 1971م، تخرج في كلية الآثار جامعة القاهرة ، تخصص آثار وعمارة إسلامية عام 1975م، حصل على درجة الماجستير من ذات الكلية وذات الجامعة عام 1982م ، وكان موضوع رسالته" مسكوكات فلسطين الإسلامية منذ الفتح حتى قدوم الصليبيين" ، كما حصل على درجة الدكتوراة من كلية الدراسات الإسلامية والأفريقية- جامعة لندن عام 1997م، وكان موضوع أطروحته للدكتوراة" المباني العثمانية العامة في القدس في القرن السادس عشر"، حاصل علي جائزة "أ.د. حصة بنت عبيد بن صويان الشمري للعمارة الإسلامية" 2022م، المقدمة من المجلس العربي للاتحاد العام للآثاريين العرب. وذلك تقديراً لجهوده في حفظ وتوثيق التراث والعمارة الإسلامية في فلسطين.

## العضويات والدورات التدريبية

### أولاً: العضويات
- عضو الهيئة الإدارية لمشروع كتاب القدس العثمانية.
- عضو مجلس امناء رواق مركز المعمار الشعبي.
- عضو مجلس امناء جمعية الرفاة والتطوير بالقدس.
- عضو مجلس مركز الدراسات المقدسية. جامعة القدس.
- عضو المجلس الأستشاري لنشرة تراث.
- عضو اللجنة العلمية لمشروع متحف بلا حدود في وزارة الثقافة والممول من الأتحاد الأوربي.
- عضو الفريق الوطني في وزارة التربية والتعليم الفلسطينية للخطوط العريضة لمنهاج التربية الوطنية.
- عضو الهيئة الأستشارية في وزارة الثقافة لمشروع الموارد الثقافية الممول من قبل البنك الدولي.[3]

## مؤلفاته
المؤرخ الفلسطيني يوسف النتشة له العديد من المؤلفات ، والتي نذكر من بينها:
- التربة الكيلانية، دائرة الأوقاف الإسلامية، 1979م.
- كنوز القدس ، بالأشتراك مع آخرين، 1983م.
- مسارات وجولات من السياحة الرديفة في مدينة القدس، التجمع السياحي المقدسي، 2011م
- كنيسة القيامة، مؤسسة التعاون، 2002م.
- قصر الست طنشق المظفرية، مؤسسة التعاون، 2004م.
- باب العامود، مؤسسة التعاون، 2004م.
- دليل المسجد الأقصى المبارك، دائرة الأوقاف والشؤون الإسلامية.
- رباط المنصور قلاوون، مؤسسة التعاون، 2004م.
- كنيسة القديسة حنا سانت آن: المدرسة الصلاحية، مؤسسة التعاون، 2004م.
- قبة الصخرة المشرفة جوهرة القدس والمسجد الأقصى المبارك، المكتب الفني لبرنامج إعمار البلدة القديمة بالقدس، مؤسسة التعاون.
- المسجد الأقصى المبارك، المكتب الفني لبرنامج إعمار البلدة القديمة بالقدس، مؤسسة التعاون.
- ذكرياتي مع مجمع خاصكي سلطان المعماري "العمارة العامرة"، (مقالة) - حوليات القدس 2005م.
- مكتبة المسجد الأقصى في الحرم الشريف، مجلة الدراسات الفلسطينية، 2002م
- جبل الهيكل المتخيل، مجلة الدراسات الفلسطينية، 2004م
- مدينة الحجاج والأعيان المحاشي: دراسات في تاريخ القدس الأجتماعي والثقافي. (كتاب) بالأشتراك مع آخرين، 2005م
- الحج، العلم والصوفية: الفن الإسلامي في الضفة الغربية وغزة. (كتاب بالإنجليزية) بالأشتراك مع آخرين 2004م.
- مؤسسة التعاون: المدرسة السلامية (الموصلية)، لمكتب الفني لبرنامج إعمار البلدة القديمة بالقدس، مؤسسة التعاون. 2009م
- الحفريات والانفاق الإسرائيلية في القدس منذ عام 1967، منشورات وكالة بيت مال القدس الشريف، 2019م
- تراث القدس المعماري دراسة في تطوره وطرزه وأعلامه وعناصره المعمارية والثقافية، مؤسسة التعاون، 2020م
- مختارات من معالم التراث المعماري المقدسي، مؤسسة الرؤيا الفلسطينية في القدس ،2022م